# Euro
Euro (ISO EUR, cu simbolul €) este moneda oficială a 20 din cele 27 de state membre ale Uniunii Europene. Aceste state, cunoscute colectiv ca „Zona euro”, sunt Austria, Belgia, Cipru, Croația, Estonia, Finlanda, Franța, Germania, Grecia, Irlanda, Italia, Letonia, Lituania, Luxemburg, Malta, Țările de Jos, Portugalia, Slovacia, Slovenia și Spania. Euro mai este folosit cu acordul comunității în Andorra, Monaco, San Marino și Vatican, iar două alte state — Kosovo și Muntenegru — utilizează moneda europeană fără să aibă acordul UE. Estimările arată că moneda euro este folosită zilnic de aproximativ 334 de milioane de europeni.
Numele euro a fost adoptat oficial la 16 decembrie 1995, iar moneda însăși a intrat pe piețele internaționale la 1 ianuarie 1999, înlocuind așa-numita unitate monetară europeană (ECU), iar apoi, la 1 ianuarie 2002, a fost introdusă în circulație înlocuind în cele din urmă monedele naționale din Zona euro.
Un euro este subdivizat în 100 de cenți, numiți și centime în țările vorbitoare de limbi romanice, sau leptó (λεπτό) în Grecia.
La sfârșitul anului 2010, proporția euro în cazul rezervelor valutare globale era de 26,3% cu o valoare de aproximativ 5.120 miliarde de dolari, fiind a doua monedă de rezervă a lumii după dolar.

## State participante
Țări UE cu Euro (20)
     Țări UE cu ERM II (1)
     Țări UE fără ERM II (5)
     Țări UE „opt-out” (1)
     Țări cu Euro (2)

Harta țărilor europene legate de Euro, la 1 ianuarie 2023
Țări UE cu Euro (20)
Țări UE cu ERM II (1)
Țări UE fără ERM II (5)
Țări UE „opt-out” (1)
Țări cu Euro (2)

În prezent statele membre participante la euro sunt Austria, Belgia, Cipru, Croația, Estonia, Finlanda, Franța, Germania, Grecia, Irlanda, Italia, Letonia, Lituania, Luxemburg, Malta, Țările de Jos, Portugalia, Slovacia, Slovenia și Spania. Aceste țări sunt numite frecvent „Zona euro” sau „Euroland”.
Andorra, Monaco, San Marino și Vatican folosesc de asemenea euro-ul, deși nu sunt în mod oficial membri euro, și nici membri ai UE. (Au folosit înainte monede proprii care însă au fost înlocuite prin euro.) Dintre acestea, Monaco, San Marino și Vatican și-au creat propriile monede, cu propriile simboluri statale pe revers. Andorra folosește monede franceze și spaniole, de vreme ce au folosit francul francez și peseta spaniolă drept monede ale sale. Aceste țări folosesc euro-ul datorită unor înțelegeri cu statele membre UE (Italia în cazul principatului San Marino și al orașului Vatican, precum și Franța în cazul principatului Monaco), aprobate de către Consiliul Uniunii Europene.
Muntenegru și Kosovo, care au folosit drept monedă marca germană, au adoptat de asemenea moneda euro, deși, spre deosebire de cele trei state de mai sus, nu au intrat în nicio înțelegere legală explicită cu UE care să le permită acest lucru.
Alte locuri în care se folosește moneda euro sunt Departamentele Franceze de peste mări: Guyana Franceză, Réunion, Sfântul Pierre și Miquelon, Guadeloupe, Martinica, Sfântul Bartolomeu, Sfântul Martin, Mayotte, și insule nelocuite Clipperton și Teritoriile Australe și Antarctice Franceze; Regiunile autonome portugheze Azore și Madeira precum și Insulele Canare (care țin de Spania).
| Cronologie | Cronologie                                                 |
| ---------- | ---------------------------------------------------------- |
| 1999       | Lansarea monedei Euro ca monedă virtuală                   |
| 2002       | Monedele și bancnotele euro au fost lansate în 12 state UE |
| 2007       | Slovenia adoptă euro                                       |
| 2008       | Cipru și Malta adoptă euro                                 |
| 2009       | Slovacia adoptă moneda                                     |
| 2011       | Estonia adoptă euro                                        |
| 2014       | Letonia adoptă euro                                        |
| 2015       | Lituania adoptă euro                                       |
| 2023       | Croația adoptă euro                                        |

Țările care au avut moneda națională fixă în raport cu marca germană, de exemplu Bulgaria și Estonia, și-au fixat și ele ratele de schimb în raport cu euro.
De la 2 februarie 2002, litasul lituanian (LTL) a intrat în ERM II, rata de schimb fiindu-i fixată în raport cu euro în locul dolarului american. De la 1 ianuarie 2015, Lituania a intrat în Zona Euro.
Danemarca și Regatul Unit au obținut o derogare, nefiind obligate să adopte moneda euro. Suedia nu are nicio derogare în acest sens, dar, totuși, a decis în 1997 să nu se alăture zonei euro, așa că nu a făcut niciun efort spre a îndeplini criteriul necesar, de a avea o rată stabilă de schimb. Suedia a făcut un referendum pe tema monedei unice europene la 14 septembrie 2003, participanții votând împotriva adoptării euro, cu 56,1 % voturi contra și numai 41,8 % voturi pentru. Această decizie a fost luată pentru o perioadă de minimum cinci ani.
În Danemarca un referendum pe tema aderării la euro a avut loc la 28 septembrie 2000, rezultând un procent de 53,2 % împotriva aderării.
În iunie 2010 cererea Estoniei de a adopta euro în mod oficial a fost aprobată, astfel încât la 1 ianuarie 2011 Estonia a devenit a 17-a țară participantă la Zona euro.

## Nume
La reuniunea Consiliului European de la Madrid din luna decembrie 1995, șefii statelor europene au stabilit denumirea noii monede: euro. Alte propuneri au fost respinse din cauza conotațiilor naționale. Printre aceste propuneri s-au numărat „ducat”, „ecu”, „florin”, „franc” sau cea de utilizare a euro ca prefix la valute existente (de exemplu „euromarca”). S-a căzut de acord ca denumirea monedei să fie aceeași în toate limbile oficiale ale Uniunii Europene (UE), ținând seama de alfabetele diferite, și să fie ușor de pronunțat. În primul rând, denumirea trebuia să fie simplă și reprezentativă pentru Europa.
Documentele oficiale ale UE utilizează termenii euro și cent atât la singular cât și la plural. În funcție de variațiile limbilor statelor membre ale uniunii se mai folosesc și alte nume, în timp ce cuvântul grecesc pentru „centimă” este lepto, pl. lepta (λεπτο, pl. λεπτα). În limba română, atât la singular, cât și la plural, denumirea corectă este euro.

## Monede și bancnote

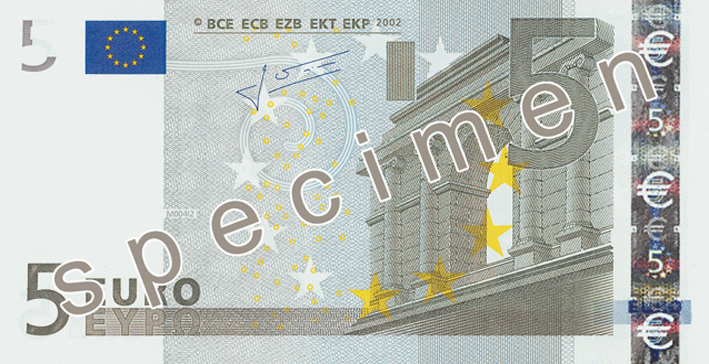
5 euro
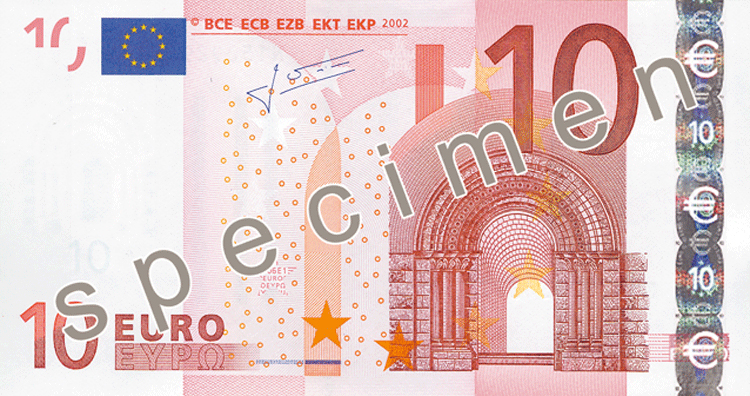
10 euro
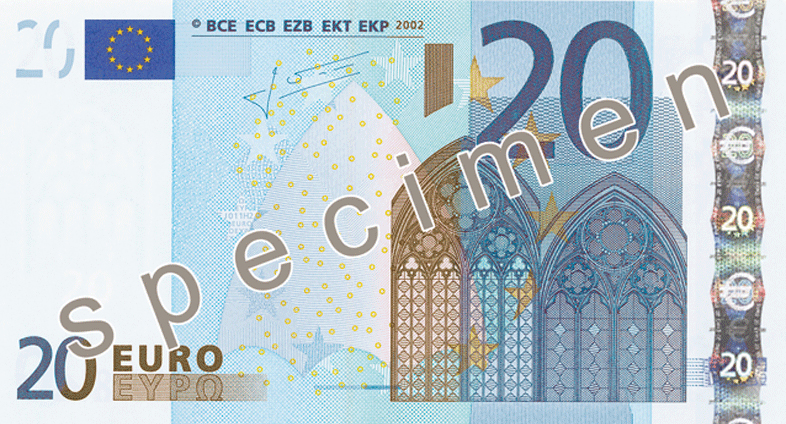
20 euro
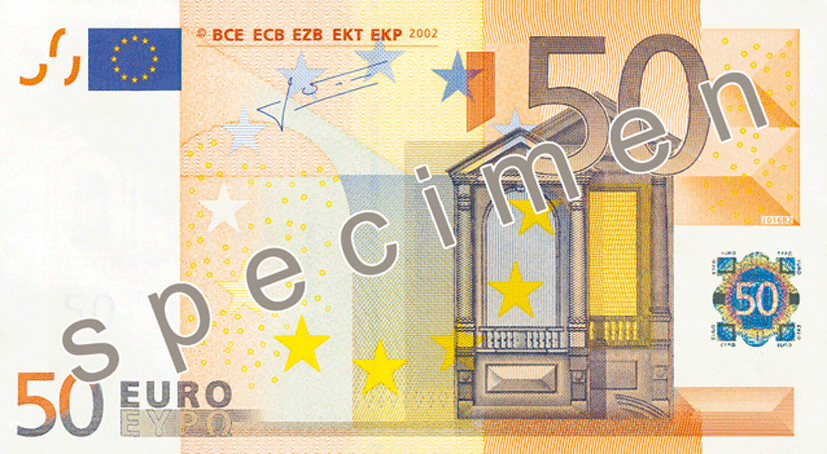
50 euro
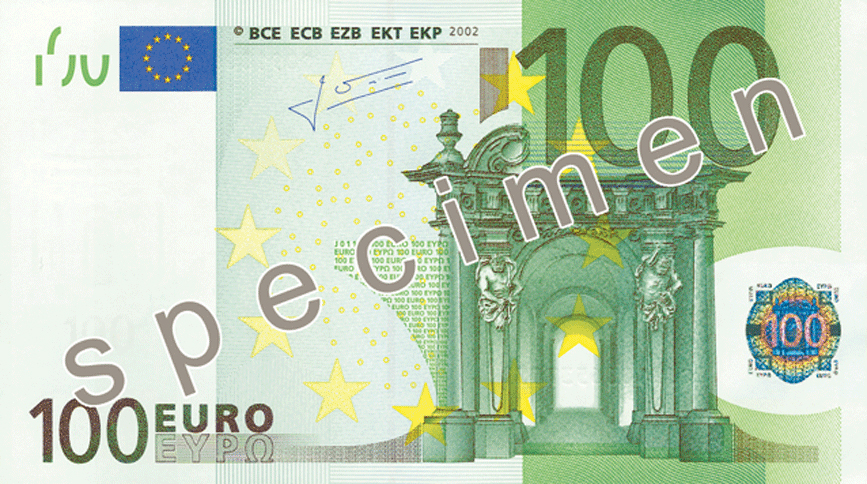
100 euro
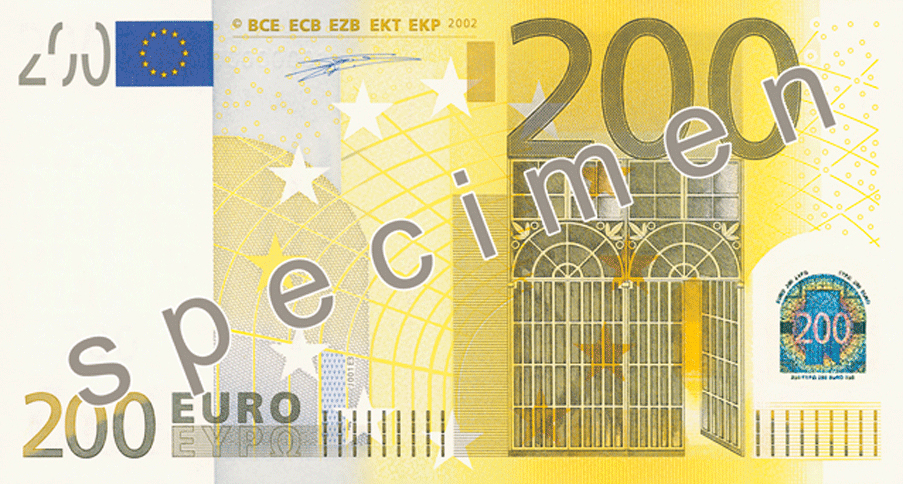
200 euro
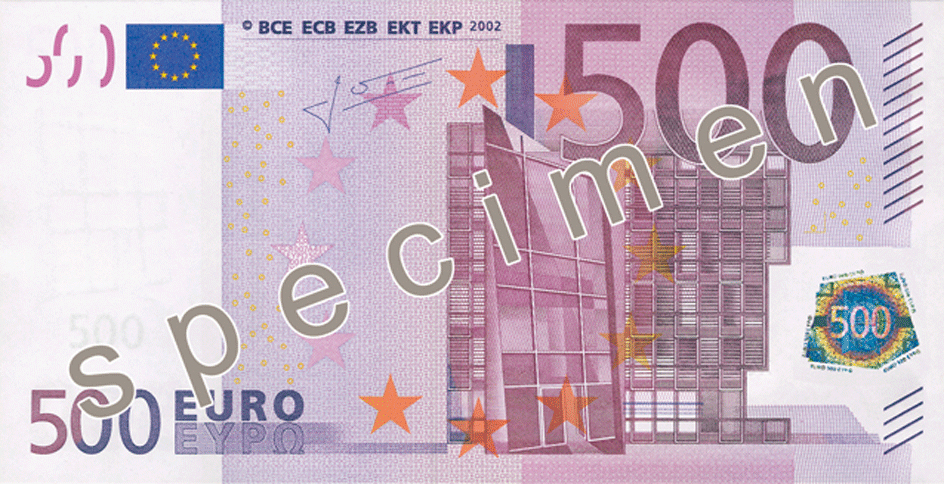
500 euro
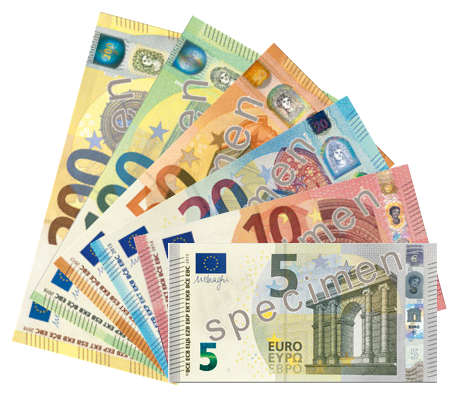
Euro
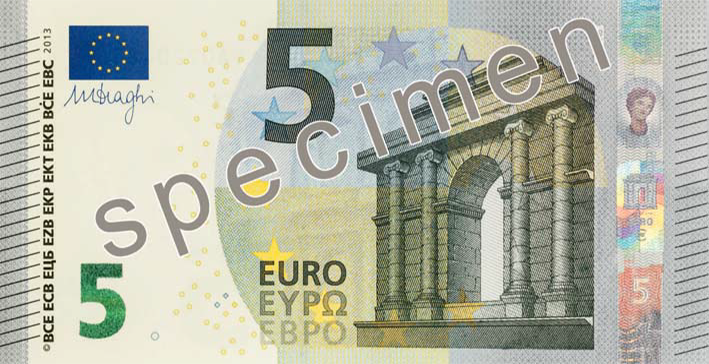
5 euro
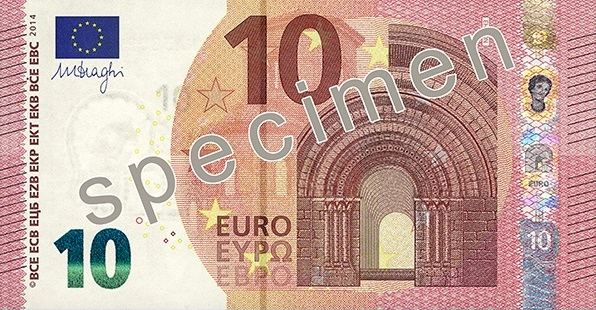
10 euro
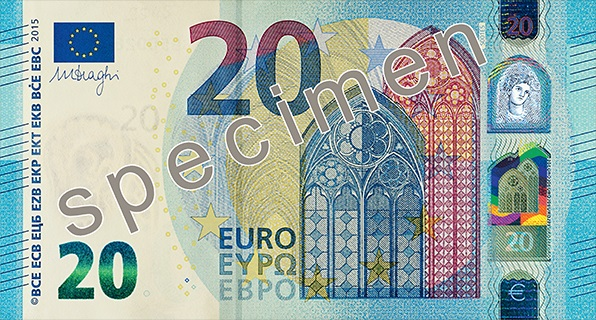
20 euro
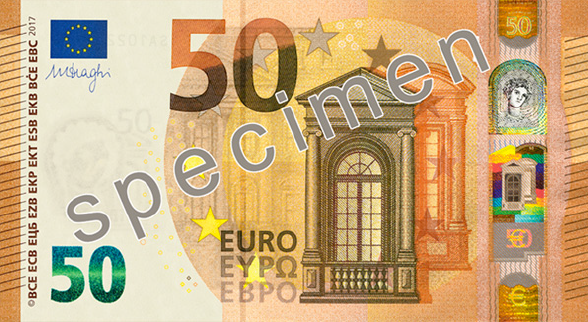
50 euro
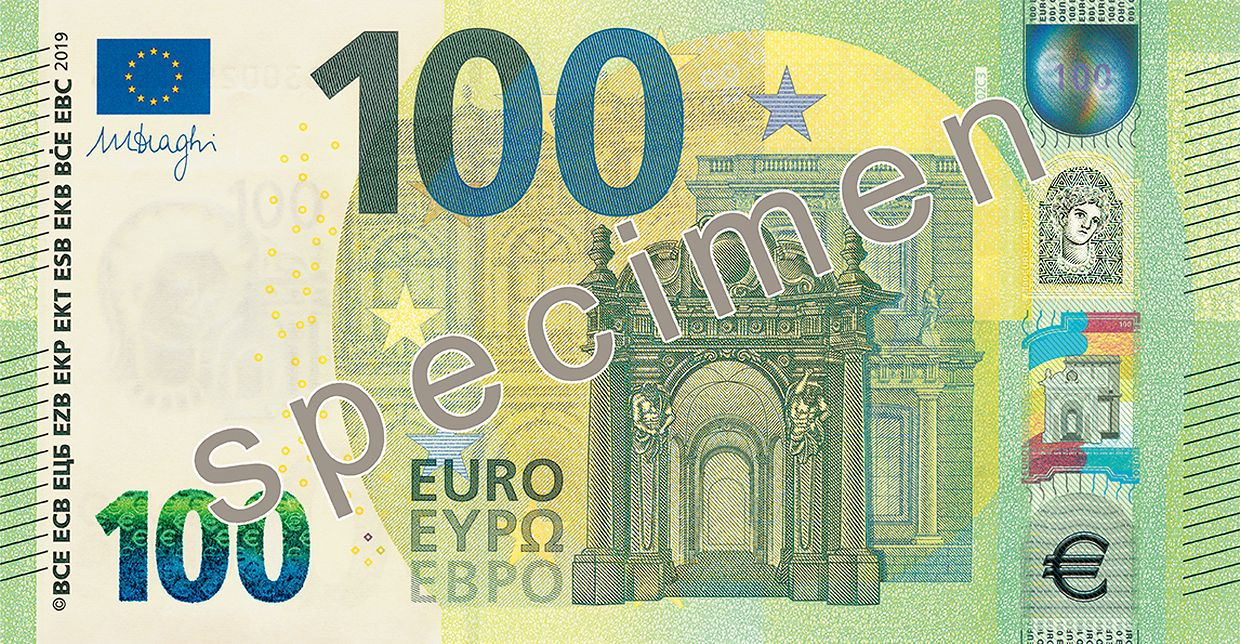
100 euro
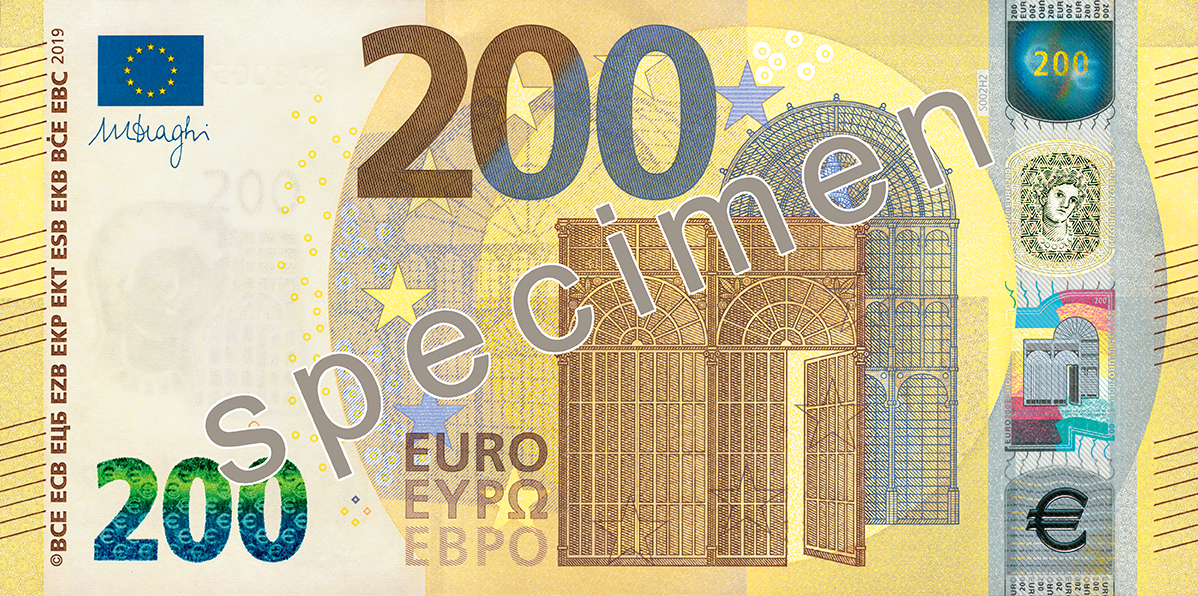
200 euro

Spre deosebire de monedele euro, bancnotele euro nu au o față națională, care să indice de unde provin. Aceasta informație este însă conținută într-un cod de pe reversul biletului.

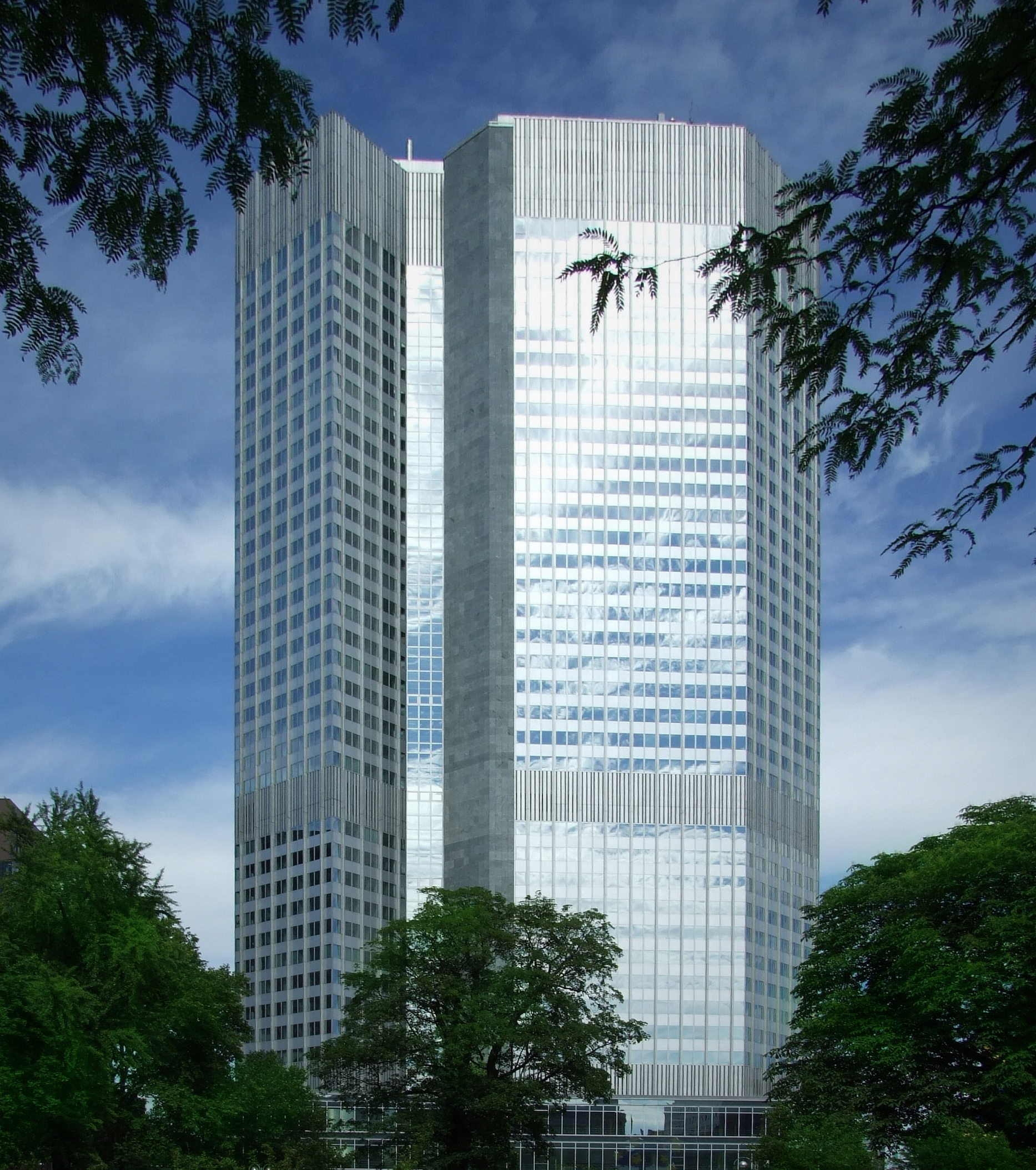
Eurotower

Prima literă indică în mod unic țara în care a fost emisă, numerele rămase dând o cifra de verificare unică pentru acea țară. Litera care identifică țara este în ordinea inversă alfabetului corespunzătoare inițialei țării respective.
- B - Lituania
- C - Letonia
- D - Estonia
- E - Slovacia
- F - Malta
- G - Cipru
- H - Slovenia
- J - Marea Britanie (doar rezervată)
- K - Suedia (doar rezervată)
- L - Finlanda
- M - Portugalia
- N - Austria
- P - Țările de Jos
- S - Italia
- T - Irlanda
- U - Franța
- V - Spania
- W - Danemarca (doar rezervată)
- X - Germania
- Y - Grecia
- Z - Belgia

Toate monedele au o față comună (1, 2 și 5 eurocenți: Europa în lume; 10, 20 și 50 eurocenți: Europa ca alianță de state; 1 și 2 euro: Europa fără frontiere), iar cealaltă față este specifică țării emitente a monedei (chiar și pentru Monaco, San Marino și Vatican care și-au realizat propriile monede). Toate bancnotele sunt realizate după o machetă comună pentru toată zona euro. Toate monedele sunt utilizabile în toate țările membre, de exemplu o monedă cu portretul lui Juan Carlos are valoare circulatorie nu doar în Spania ci și în Finlanda, Irlanda etc.
Data finală de valabilitate a monedelor naționale variază de la un stat la altul. Prima monedă care a dispărut a fost Deutsche Mark (marca germană), la 31 decembrie 2001, ultimele monede dispărând la 28 februarie 2002, data la care toate monedele ar fi trebuit să-și înceteze valoarea legală în statele respective. În luna iunie 1997, Consiliul European de la Amsterdam a ales seriile grafice câștigătoare concepute de Luc Luycx de la Monetăria Regală a Belgiei, graficianul care a conceput fața europeană a monedelor euro.
Totuși băncile centrale ale statelor din zona euro vor continua să accepte bancnotele și monedele vechilor devize pentru a fi schimbate în euro (de exemplu în Franța pentru bancnote, până în 2012).
În afara monedelor din circulație, au mai fost emise pentru scopuri numismatice monede cu valoarea nominală de 1/4 euro, 5 euro, 8 euro, 10 euro, 12 euro, 20 euro, 25 euro, 50 euro, 100 euro și 200 euro.
De asemenea, fiecare stat are dreptul să emită anual o monedă de 2 euro, cu scop comemorativ, dar cu putere circulatorie obișnuită, în întreaga Zonă Euro.
Cu ocazia unui eveniment internațional, statele din Zona Euro mai pot emite anual și câte o monedă comemorativă suplimentară (dacă este emisă de toate statele). Bancnotele aflate în circulație se regăsesc în bilanțurile BCE și ale BCN conform grilei de repartiție, indiferent de țara în care se află efectiv în circulație. De fapt, numărul de bancnote aflate în circulație într-o țară nu mai poate fi determinat, având în vedere fluxurile transfrontaliere de numerar neînregistrate în zona euro, provenind, de exemplu, din turism.
Despre bancnote (și monede) se poate afirma că se află „în circulație“ după ce acestea au fost emise de către băncile centrale naționale, fiind destinate de obicei băncilor comerciale.
Întrucât bancnotele euro urmau să circule și în teritoriile situate în apropierea și în afara zonei geografice a Europei, harta trebuia poziționată astfel încât să cuprindă și aceste zone. Africa de Nord a fost reprodusă în așa fel încât posesiunile africane ale Spaniei, respectiv Ceuta și Melilla, precum și Insulele Canare, să poată fi redate pe hartă. În cazul Franței, departamentele de peste mări Guyana Franceză, Guadelupa, Martinica și Réunion au fost plasate în casete de dimensiuni reduse.

### Introducerea bancnotelor și monedelor în circulație
Într-o primă etapă, BCN au furnizat bancnote și monede băncilor comerciale care, la rândul lor, au distribuit numerarul magazinelor, sucursalelor bancare etc. Noua serie de numerar nu dobândise încă statutul de monedă oficială, astfel că circulația acesteia era interzisă.
Circulația în paralel a monedelor naționale și a euro, a fost limitată la cel mult opt săptămâni.
Bancnotele euro furnizate băncilor au rămas în proprietatea băncilor centrale până la ora 00:00 a datei de 1 ianuarie 2002 din fiecare țară.
Există aproximativ 11 miliarde de bancnote euro în circulație.

### Simbolul Euro

Simbolul oficial al euroului

Simbolul euro a fost inspirat de litera grecească epsilon, ca o reflectare a faptului că Grecia este leagănul civilizației europene. „E“ este, desigur, și prima literă din cuvântul „Europa“. Cele două linii orizontale paralele puternic marcate intenționează să simbolizeze stabilitatea valutei. Abrevierea oficială a euro, EUR, a fost înregistrată la Organizația Internațională pentru Standardizare (ISO).

## Criteriile de la Maastricht
Criteriile de la Maastricht sunt reguli (criterii de convergență) pe care trebuie să le îndeplinească o țară pentru a putea adopta moneda euro.
Scopul acestora este de a proteja stabilitatea monedei.
Țările respective trebuie de asemenea să implementeze legi specifice referitoare la funcționarea băncilor naționale și la alte aspecte monetare.
| Indicator economic                   | Mod de măsurare                        | Criterii de convergență |
| ------------------------------------ | -------------------------------------- | --- |
| Stabilitatea prețurilor              | Rata inflației de consum armonizată    | Nu mai mult de 1,5 puncte procentuale peste media celor mai mici rate ale inflației în primele trei țări cu cele mai bune rezultate      |
| Finanțe publice solide               | Deficitul public exprimat ca % din PIB | Valoare de referință: nu mai mult de 3%                                                                                                  |
| Finanțe publice durabile             | Datoria publică exprimat ca % din PIB  | Valoare de referință: nu mai mult de 60%                                                                                                 |
| Durabilitatea convergenței           | Rata dobânzilor pe termen lung         | Nu mai mult de 2 puncte procentuale peste rata celor trei țări cu cele mai bune rezultate din punct de vedere al stabilității prețurilor |
| Stabilitatea ratei de schimb valutar | Deviația față de o rată centrală       | Participare la Mecanismul european pentru ratele de schimb valutar timp de doi ani                                                       |

## Rate de conversie
Valoarea unui euro în vechile monede a fost fixată irevocabil la următoarele rate:
| Stat          | Anul adoptării EURO                  | Vechea monedă      | Cursul fix în EURO |
| ------------- | ------------------------------------ | ------------------ | ------------------ |
| Belgia        | 1999 (2002 introducerea bancnotelor) | franc belgian      | BEF 40,3399        |
| Germania      | 1999 (2002 introducerea bancnotelor) | marcă germană      | DEM 1,95583        |
| Finlanda      | 1999 (2002 introducerea bancnotelor) | Finse markka       | FIM 5,94573        |
| Franța        | 1999 (2002 introducerea bancnotelor) | franc francez      | FRF 6,55957        |
| Irlanda       | 1999 (2002 introducerea bancnotelor) | liră irlandeză     | IEP 0,787564       |
| Italia        | 1999 (2002 introducerea bancnotelor) | liră italiană      | ITL 1936,27        |
| Luxemburg     | 1999 (2002 introducerea bancnotelor) | franc luxemburghez | LUF 40,3399        |
| Țările de Jos | 1999 (2002 introducerea bancnotelor) | gulden neerlandez  | NLG 2,20371        |
| Austria       | 1999 (2002 introducerea bancnotelor) | șiling austriac    | ATS 13,7603        |
| Portugalia    | 1999 (2002 introducerea bancnotelor) | Escudo portughez   | PTE 200,482        |
| Spania        | 1999 (2002 introducerea bancnotelor) | pesetă spaniolă    | ESP 166,386        |
| Grecia        | 2001 (2002 introducerea bancnotelor) | drahmă grecească   | GRD 340,750        |
| Slovenia      | 2007                                 | tolar sloven       | SIT 239,640        |
| Cipru         | 2008                                 | liră cipriotă      | CYP 0,585274       |
| Malta         | 2008                                 | liră malteză       | MTL 0,429300       |
| Slovacia      | 2009                                 | coroană slovacă    | SKK 30,1260        |
| Estonia       | 2011                                 | coroană estoniană  | EEK 15,6466        |
| Letonia       | 2014                                 | lats               | LVL 0.702804       |
| Lituania      | 2015                                 | litas              | LTL 3,4528         |
| Croația       | 2023                                 | kuna               | HRK 7,53450        |

## A doua serie a bancnotelor euro
La zece ani după apariția pe piață a bancnotelor euro, Banca Centrală Europeană (BCE) a anunțat, la 8 noiembrie 2012, că urmează să introducă în circulație, în mod treptat, începând cu luna mai 2013, a doua serie de bancnote euro intitulată „Europa”, după numele personajului din mitologie, care a dat numele continentului. La 10 ianuarie 2013, a fost dezvăluită publicului noua bancnotă cu valoare nominală de 5 euro, iar în cursul lunii mai 2013, primele bancnote cu această valoare nominală vor fi distribuite prin bancomate și la ghișeele băncilor. Bancnotele din prima serie vor fi retrase treptat din circulație, însă vor putea fi schimbate, pe termen nelimitat, la ghișeele băncilor.

## Avantajele monedei euro
Moneda unică europeană promovează comerțul și creșterea economică.
Consumatorii pot compara mai ușor prețurile din țările care fac parte din zona euro, ceea ce conduce la o competiție corectă între firme.
Prin eliminarea riscurilor și a nesiguranței la ratele de schimb, euro reduce costurile asociate desfășurării de activități economice în altă țară.
De asemenea, managementul solid al monedei euro a determinat scăderea inflației și a ratei dobânzilor.
Această stabilitate și dimensiunea zonei euro nu numai că atrag mai multe investiții străine, dar fac și economia să fie mai rezistentă la șocurile externe.

## Criza euro din 2010
Criza economică globală care a început în anul 2008 a zdruncinat și moneda euro în mod puternic. În plus, a apărut și criza Greciei , care pe de o parte falsificase datele sale economice și monetare cu scopul de a primi aprobările pentru Zona euro, și pe de altă parte în anul 2010 a ajuns în pragul falimentului statal. Dar și alte state din Zona euro nu-și îndeplinesc obligațiile prescrise de a-și limita datoriile bugetare anuale noi la maximum 3 % din PIB-ul anual și cele totale la 60 % din PIB, așa cum ar fi Spania, Portugalia, Italia, Irlanda ș.a.
Drept consecință, în perioada martie-iunie 2010 statele Zonei euro au hotărât o serie de măsuri financiare cu scopul de a sprijini euroul, printre care garanții și credite în valoare totală de 750 miliarde euro (inclusiv o participare din partea FMI). Aceasta este o sumă exorbitantă, iar această hotărâre încalcă grav propriile principii ale Băncii Centrale Europene, care până acum și-a dorit să fie independentă de orice stat și orice politică.